# دير أختالا
دير أختالا (بالأرمنية: Ախթալայի վանք) المعروف أيضا باسم بغيندزافانك (بالأرمنية: Պղնձավանք, أي منجم النحاس) هو دير رسولي أرمني يعود للقرن العاشر الميلادي يقع في بلدة أختالا في محافظة لوري، على بعد 185 كيلومترًا (115 ميلًا) شمال العاصمة يريفان و87 كيلومترًا جنوب تبليسي وهو غير نشط حاليًّا. لعبت القلعة دورًا رئيسيًا في حماية المناطق الشمالية الغربية من أرمينيا (جوجارك) وهي من بين أكثر القلاع المحفوظة جيدًا في أرمينيا الحديثة. وتشتهر الكنيسة الرئيسية بالمجمع بلوحاتها الجدارية ذات الطابع الفني التي تغطي الجدران الداخلية والفواصل وأوتاد المبنى. سُجّل الاسم الحديث لأختالا لأول مرة في مرسوم ملكي عام 1438م. يُعتقد أن أصل اسم أختالا تركي بمعنى الفسحة البيضاء، بينما الاسم الأرمني الأصلي للمستوطنة التي بني فيها الدير هو بغيندزاهانك أي منجم النحاس.

## القلعة
بين عامي 1887م و1889م اكتشف عالم الآثار الفرنسي جاك دي مورغان 576 قبرًا حجريًا مستطيلًا وعناصر ثقافية مصنوعة من الطين والبرونز والحديد بالقرب من أختالا يعود تاريخها إلى القرن الثامن قبل الميلاد. كانت تُعرف مستوطنة اختالا الحديثة بأجاراك في القرن الخامس الميلادي. من شبه المؤكد أن القلعة بنيت على أساسات من العصر البرونزي والحديدي, بالتحديد في أواخر القرن العاشر على يد ابناء كيوري الذين تفرعوا من السلالة البقرادونية والذين يعود أصلهم إلى الملك غورغن (كان ينطق اسمه كيوريكيه باللهجة المحلية لغوجارك). وهو ابن رعاة ديري ساناهين وهاقبات الواقعين على مقربة من دير أختالا الملك أشوط الثالث الرحيم والملكة خسروفانوش. وكان إخوة الملك غورغن هم الملك سمبات الثاني الفاتح والملك جاجيك الأول البقرادوني الذي وصلت المملكة البقرادونية في أرمينيا تحت حكمه إلى ذروة ازدهارها.
أسس أشوط الثالث مملكة لوري (مملكة تاشير-دزوراجيت) في جوغارك لأسباب استراتيجية وتوج عليها غورغن عام 982م. وقد ظهرت صور لغورغن بالإضافة إلى شقيقه سمبات على منحوتات الرعاة في كل من ساناهين وهاقبات. وعندما سقطت مملكة تاشير-دزوراجيت نتيجة للغارات السلجوقية هاجر أبناء كيوري إلى محافظتي تاووش وميتسنابرد، ومع ذلك فقد حافظوا على روابطهم مع قلعة أجدادهم ومجمّعهم الرهباني في اختالا. كانت القلعة مبنية على نتوء صخري مرتفع تحيط به أودية عميقة من ثلاث جهات مشكلّة حماية طبيعية, وعُزّزت المواقع التي يسهل الوصول إليها بين المنحدرات بالأبراج والجدران. كان المدخل الوحيد للمجمّع يقع في الجهة الشمالية تحميه أبراج وجدران على شكل أجراس, وقد بنيت هذه الأبراج والجدران من  صخور البازلت المزرق والجص الجيري. وبحلول نهاية القرن الثاني عشر, خسر أبناء كيوري نفوذهم تدريجياً تحت قبضة السلاجقة.
انتعشت الحياة الرهبانية في أختالا حين حرر الزكاريون  معظم أرمينيا بقيادتهم القوات الجورجية الأرمنية المشتركة. وأطلق مؤرخي القرن الثالث عشر كيراكوس جاندزاكيتسي وفاردان أرفيلتسي على المنطقة اسم بغندزاهانك (أي منجم النحاس) وذلك بسبب كثرة رواسب النحاس في تلك البيئة. ويكتب جاندزاكيتسي ما يلي: "توفي إيفان، شقيق زاكاري أيضًا [في ذلك العام] ودُفن في بغندزاهانك بالقرب من الكنيسة التي بناها بنفسه، حيث أخذها من الأرمن وجعلها ديرًا جورجيًا".
أصبحت بغندزاهانك تحت ملك إيفان زاكاريان في ثمانينيات القرن الحادي عشر. وبينما كان شقيق إيفان زاكاري رسوليًا أرمنيًا، فإن إيفان قبل الأرثوذكسية الجورجية في البلاط الجورجي, وتم تحويل العديد من الأديرة في شمال أرمينيا على يد الزكاريين-مكارغردزيلي إلى الأرثوذكسية الجورجية، ومن الأمثلة البارزة على ذلك دير كوبير. ومن خلال القيام بذلك، فقد عزز إيفان موقعه داخل البلاط الجورجي واكتسب نفوذًا بين الأرمن الخلقيدونيين الذين سكن معظمهم شمال وشمال غرب أرمينيا. بدأ الزكاريون بفقدان السيطرة على المنطقة بدءًا من عشرينيات القرن الثاني عشر أثناء الغزوات المغولية الكارثية على جورجيا, حيث أُجبر أفاج ابن إيفان على الاعتراف بتبعيته للزعيم المغولي جورماغون. واستمر الحكم المغولي حتى نهايته عام 1340م بسبب الغزوات المتتالية للقبائل التركية. فقد بدأت قبيلة قره قويونلو التركية بمهاجمة بلاد القوقاز وسيطرت على معظم أرمينيا بحلول عام 1400م. وقد انتهى حينها حكمهم بسبب غزوات تيمورلنك. ويُعرف أحد المنحدرات المحيطة بأختالا باسم لينكتمور، الذي سمي على اسم تيمورلنك بسبب دفنه إحدى زوجاته تحت الجرف وفقًا للتقاليد المحلية.
منذ أواخر القرن الثامن عشر، خدم الدير العمال من ذوي العرقية اليونانية الذين استقروا في أختالا للعمل في مناجم الذهب والفضة. وقد تم نقل حوالي 800 عائلة يونانية من مدينة كوموش خانة التابعة للإمبراطورية العثمانية إلى أختالا على يد الملك الجورجي هرقل الثاني عام 1763م. أطلق اليونانيون على الدير اسم "ميراماني", وترك عمال المناجم اليونانيون نقوشًا وكتابات على جدران الدير. لاحقا في القرن التاسع عشر، استولت عائلة ميليكوف الأميرية الأرمنية على أختالا. يقيم الدير حاليا أياما للحج إليه من 20 إلى 21 سبتمبر, ويزوره الأرمن واليونانيون و الجورجيون بهذه المناسبة. وقد زارت سفيرة اليونان بانايوتا مافروميشالي الدير في 20 أيلول 2006م. يقوم أحد مصانع تعدين ومعالجة الخامات في أختالا بإلقاء مخلفات منجم النحاس في الحفرة الموجودة أسفل الدير مما يشكل تهديدا للسكان المحليين.

## كنيسة (مريم العذراء) سورب أستفاتساتسين
المبنى الرئيسي للمجمّع الرهباني هي كنيسة (مريم العذراء) سورب أستفاتساتسين. وبرغم أن التاريخ الدقيق لبناء هذه الكنيسة غير معروف إلا  أنها تُعتبر بناءً من القرن الحادي عشر إلى الثالث عشر، ولكن الكنيسة الحالية بُنيت على أساسات سابقة. يذكر كيراكوس غاندزاكيتسي أن إيفان زكاريان دُفن في الكنيسة عام 1227م. ويشير المؤرخ ستيفن اوربيليان إلى الكنيسة عام 1216م. ويرجح الباحثون المعاصرون أن الجداريات داخل الكنيسة يعود تاريخها إلى المدة ما بين 1205م-1216م. قد دونت الأميرة مريم ابنة غورغن الثاني (كيوركيه الثاني) بيانا في عام 1188 على ظهر حجر خاتشكار عُثر عليه في مكان مجاور لأختالا يسمى أيور, والذي يشير إلى بناء كنيسة مريم العذراء في أختالا. يقول النقش الموجود على الخاتشكار ما يلي: "أنا مريم ابنة كيوريكيه قمت ببناء سورب أستفاتساتسين في بغندزهانك، أولئك الذين يشرفوننا يذكروننا في صلواتهم". وفي عام 1185م، شيدت الأميرة مريم رواق الكنيسة الرئيسية في هاقبات. وفقًا لبعض القصص المحلية فقد تم بناء الكنيسة في القرن السابع على يد الإمبراطور البيزنطي هرقل ذو الأصل الأرمني, وتزعم  أسطورة أخرى أن الكنيسة قد بنيت في القرن الخامس على يد الملك الجورجي فاختانغ الأول جورجاسالي, ولكن لا يوجد دليل معقول يدعم أياً من الروايتين.
كانت الكنيسة تحوي الصليب الذي استخدمه يوحنا المعمدان عندما عمّد يسوع المسيح ووفقًا للفولكلور. ويقال إن فاساك – والد الأمير بروش – أعطى هذا الأثر القديم إلى إيفان مكارغردزيلي الذي باعه لاحقًا مقابل مبلغ كبير إلى دير نورافانك في مقاطعة سيونيك.
تقع الكنيسة في وسط منطقة القلعة على طول المحور الطولي, وهي تنتمي إلى الكنائس البازيليكية المقببة حيث تنضم أوتاد المبنى إلى المصليات الجانبية للمحراب. ويقسم زوجان من الأقواس قاعة الصلاة الممتدة طوليًا إلى ثلاثة أروقة – مع مصليات جانبية مزدوجة – ينتهي أوسطها في الجهة الشرقية بمحراب نصف دائري منخفض  وتنتهي المصليات الجانبية بغرف المقدسات. وتتميز الكنيسة بالأيقونات الأنيقة وثراء مواضيع الرسومات وتنوع الألوان المختلفة مع غلبة اللون الأزرق فيها, وقد توجت قبة ضخمة المحور العمودي للمبنى, لكن هذه القبة المدببة ذات الشكل الأسطواني لم تنج, فقد تضررت أثناء غزو تيمورلنك وهدمت بالكامل في عام 1784م عندما غزا الآفار عمر خان جنوب القوقاز قادما من داغستان. وفي القرن التاسع عشر، بنى نائب الملك في القوقاز الأمير ميخائيل فورونتسوف قبة خشبية شبه كروية مغطاة بصفائح حديدية بدلاً من القبة الأصلية. وقد تم تجديد القبة خلال سنوات الحكم السوفييتي.

## جداريات كنيسة سورب أستفاتساتسين
تُعد الجداريات أحد أفضل التمثيلات للفن البيزنطي خارج حدود الإمبراطورية البيزنطية. وتحمل غالبية الجداريات نصوصًا مقدسة باللغتين الجورجية واليونانية. رسمت الجداريات تحت رعاية الأتابك إيفان مكارغردزيلي بين عامي 1205 و 1216. وقد استخلصت أوجه تشابه بين الجداريات واللوحات المنمنمة الأرمنية من القرن الحادي عشر لأناجيل موغني. يعتبر تلوين الجداريات من سمات الفن البيزنطي النموذجي في حين أن الحلول الموضوعية تعتبر من سمات الفن الأرمني.  صُورت  على الجداريات مشاهد من العهدين الجديد والقديم بالإضافة إلى العديد من القديسين بما في ذلك القديس غريغوريوس المستنير. وتظهر في القبة صورة كبيرة لمريم العذراء وهي تحمل يسوع, لكن قد تعرضت هذه اللوحة الجدارية لأضرار بالغة ولم ينج سوى أجزاء منها. وأسفل صورة العذراء تظهر لوحة العشاء الأخير حيث تم تصوير يسوع مرتين وهو يلتفت يمينًا ويسارًا ويتقاسم الخبز مع تلامذته. وقد نجت صور الحواريين بطرس ويوحنا الإنجيلي وبولس ومتّى. أيضا فقد تم تصوير القديسين المسيحيين العاديين أسفل مشهد العشاء الأخير، بما في ذلك البابا سلفستر الأول ويعقوب بن حلفي ويوحنا ذهبي الفم وباسيليوس القيصري وغريغوريوس المستنير ويعقوب بن إسحاق وكليمنت الأول وغريغوريوس التوماتورجي كيرلس الأول (بابا الإسكندرية) والأسقف يوسابيوس القيصري. وتصور الجداريات على الحائط الغربي مملكة السماء بينما يصور الحائط الشمالي محاكمة يسوع على يد رئيس كهنة قيافا والوكيل الروماني بيلاطس البنطي. قد تم تجديد بعض الجداريات في عام 1979, كما تمت تغطية الأقواس والمحاريب والأعمدة بالجداريات.

## أبنية أخرى
البناء الأبرز بعد كنيسة مريم العذراء هي كنيسة صغيرة مستطيلة الشكل مبنية قبال جدار الكنيسة الغربي, ويقع القسم المتبقي من واجهة الكنيسة الرئيسية بجواره مباشرةً بسقف منحدر, حيث دُفن بداخله إيفان مكارغردزيلي وابنه آفاك عام 1227م. وهو مبنى صغير ذو سقف مائل متصل بالجدار الشمالي للكنيسة الرئيسية أُستخدم لتخزين المستلزمات الشعائرية. وفي الجهة الشمالية الغربية من الدير، توجد كنيسة منفصلة عن الكنيسة الرئيسية ذات صحن واحد و سقف منحدر. وقد كان يقع بجواره مبنى آخر لم ينج من الدمار. وتنتشر في أراضي القلعة العديد من المنازل المتهالكة والمباني ثانوية الأهمية، مثل مبنى مكون من طابقين يُعتقد أنه كان سكنًا للحراس. وتوجد أيضا شبكات تقليدية من الأنفاق والسراديب وخزّانات المياه وأقبية النبيذ، الموجودة في معظم أديرة أرمينيا في العصور الوسطى. وعلى مقربة من الدير يمكن العثور على معالم أثرية أخرى من العصور الوسطى, مثل دير الثالوث المقدس وكنيسة القديس جورج ونصب تذكاري ربيعي يعود إلى القرن الثالث عشر، وكنيسة روسية من القرن التاسع عشر أخرى يونانية بالإضافة إلى عدة من ألواح الخاتشكار وكنائس مختلفة.

## سكان معروفون
تشير النقوش الموجودة في لوح الخاتشكار القريب من الدير إلى أن بيتريه كان يرأس الدير في أربعينيات القرن الثاني عشر. وأبرز من أقام في الدير هو المترجم والكاتب سايمون من بغندزهانك, وقد نجت مذكراته حيث ذكر أنه وُلِد عام 1188 وعمل قسيساً عدة سنوات في الدير يترجم الأدب اللاهوتي البيزنطي. وقد تعاون مع أرمني آخر من طرابزون يدعى ميناس سيوناكياتس وهو من الطائفة الخلقيدونية. وفي عام 1227، جمع سايمون مجلدًا من أعمال غريغوريوس أسقف نيصص. يقول في مذكراته:
في عام 1227، أكملت كتاب أسقف نيصص غريغوريوس وهو نسخة قديمة محفوظة ترجمها القس المذنب وغير المستحق سايمون الذي عاش في أرمينيا بالقرب من بلدة لور في دير مريم العذراء في بغندزهانك. وقد تُرجم الكتاب في عهد الأتابك إيفان مؤسس الدير أطال الرب عمره وأعمار أبنائه.
كما ترجم سايمون إلى اللغة الأرمينية كتاب عناصر اللاهوت بقلم برقلس ديادوخوس وكتاب ينبوع الحكمة بقلم يوحنا الدمشقي وكتاب سلم الصعود الرباني بقلم يوحنا السلّمي وكتاب تاريخ جورجيا (كارتليس تسخوفريبا) وكتاب الصلاة اليوناني. وقد نوّه سايمون في مذكراته إلى أنه لم يترجم إلا الأعمال التي لم تسبق ترجمتها إلى اللغة الأرمنية. في القرن العشرين, قام المخرج الأرمني البارز سيرغي باراجانوف بتصوير حلقتين من فيلمه لون الرمان في الدير.